# Sicherheitsrolle

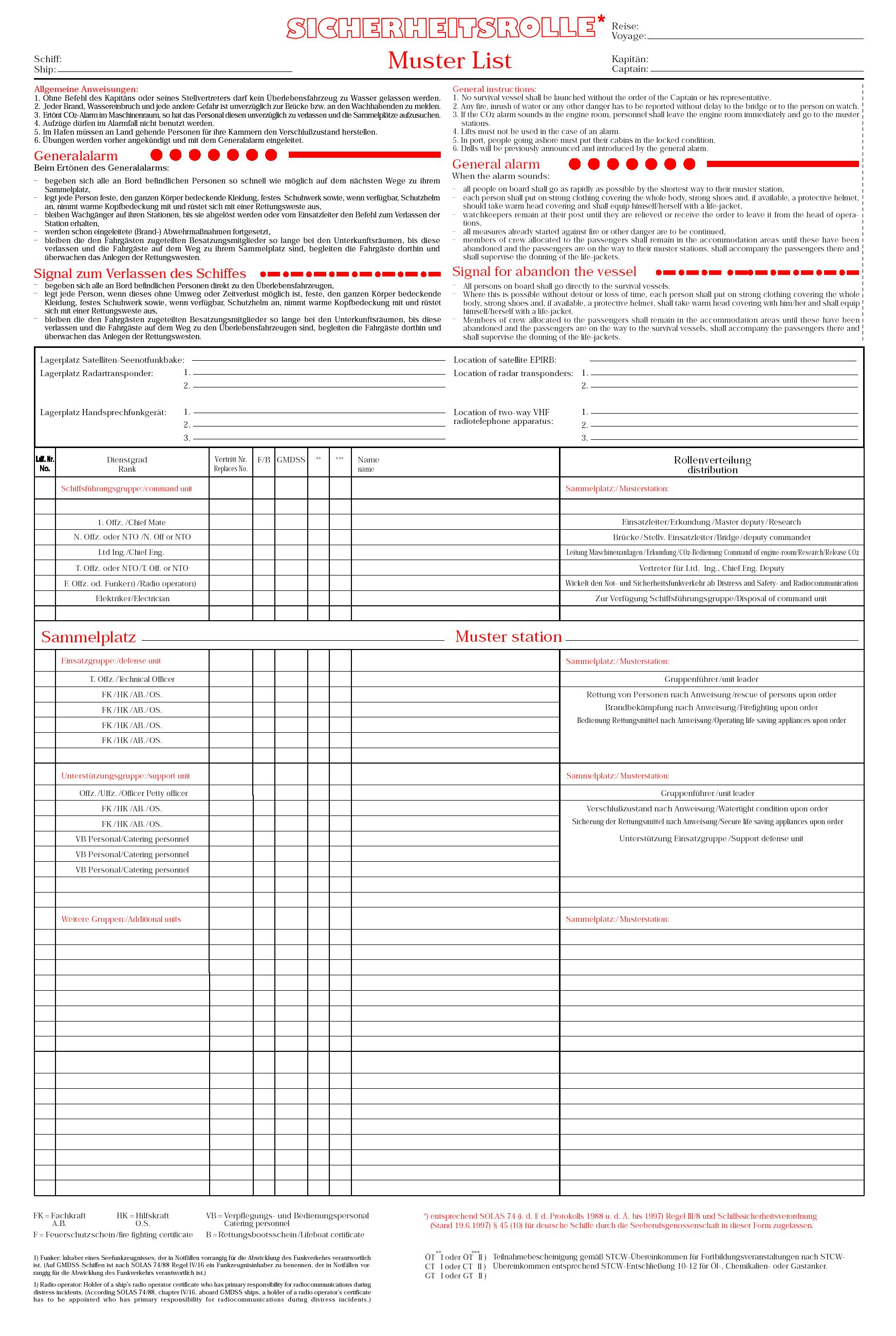
Sicherheitsrolle

Die Sicherheitsrolle oder station bill (auch engl. muster list) ist der Plan zur Organisation der Sicherheit an Bord von Seeschiffen. Sie beinhaltet die Aufgaben eines jeden Besatzungsmitgliedes an Bord von Seeschiffen und ist gegliedert nach Rang, Name, Aufgaben und in die einzelnen Gefahrensituationen. Jedes Besatzungsmitglied hat dort eine zugeordnete Rolle in verschiedenen Notsituationen.

## Seeschifffahrt
Die Sicherheitsrolle wird vom Kapitän und in der Regel vom 2. nautischen Wachoffizier oder auch dem Sicherheitsoffizier zusammengestellt. Der Sicherheitsoffizier stellt Gruppen zusammen zur Bekämpfung der Gefahren und zum Verlassen des Schiffes. Jeder lernt seine Aufgabe in Bezug auf die Sicherheitsrolle und macht sich mit den eventuell zu benutzenden Geräten vertraut. Zudem wird auf dem Schiff ein für sinnvoll erachteter Sammelplatz (engl. muster station) festgelegt. Bei Ertönen von Notsignalen muss sich jedes Besatzungsmitglied dort einfinden.
Folgende Gefahrensituationen werden definiert:
| Signale                    | Bedeutung                         | Alarmgeber           |
| -------------------------- | --------------------------------- | -------------------- |
| ·······−                   | Generalalarm                      | Alarmklingel, Typhon |
| ·−·−·−·−·−·− (fortlaufend) | Signal zum Verlassen des Schiffes | Alarmklingel, Typhon |

Die Notwendigkeit zum Führen der Sicherheitsrolle ergibt sich aus dem Internationalen Übereinkommen zum Schutz des menschlichen Lebens auf See (SOLAS). Dort ist auch der Generalalarm wie beschrieben festgelegt. Das Signal zum Verlassen des Schiffes ist nach SOLAS insoweit festgelegt, dass es für jedes Schiff individuell in der Sicherheitsrolle festgelegt wird. Oft ist es das „kurz-lang“, es darf aber auch davon abweichen und z. B. eine PA-Durchsage oder ein Dauerton sein.

## Binnenschifffahrt

In der Binnenschifffahrt gibt es eine Sicherheitsrolle für Fahrgast-, Fahrgastkabinenschiffe und Fähren auf Binnengewässern in Europa. Sie beinhaltet die Aufgaben der Besatzungsmitglieder in Gefahrensituationen. Zur Sicherheitsrolle gehört ein Sicherheitsplan, in dem der Aufbewahrungsort aller Bestandteile der Notfallausrüstung zur Brandbekämpfung, Notfallverhütung, Rettungsmaßnahmen usw. verzeichnet ist. Weiterhin sind Verhaltensmaßregeln für nautisches Personal (wie Kapitän und Steuermann, Decksmann …) und Bordpersonal (wie Servicepersonal) aufgeführt bei
- Feuer
- Mann über Bord
- Evakuierung
- Havarie.

Sicherheitsrollen auf Fahrgastschiffen müssen zusammen mit einem Sicherheitsplan auf jedem Deck gut leserlich angebracht sein. Personen mit beschränkter Mobilität müssen darin berücksichtigt werden.
Der Inhalt einer solchen Sicherheitsrolle wird durch die Norm DIN EN 17556 festgelegt und muss an jedes Schiff angepasst werden. So ist dies in Europa durch die Europäischer Standard der technischen Vorschriften für Binnenschiffe (ES-TRIN) Artikel 19.13 festgelegt und wird von den zuständigen ZSUK-Behörden (Zentrale Untersuchungskommission) geprüft.
In einer solchen Sicherheitsrolle finden sich u. a. auch Hinweise, die für den Umgang mit Personen mit eingeschränkter Mobilität wichtig sind. In einem Sicherheitsplan werden unter anderem aufgeführt: Fluchtwege, Notausgänge, Sammel- und Evakuierungsflächen, Ort der Rettungsmittel und Beiboote, Feuermeldesysteme, Feuerklappen und Feuerlöschereinrichtungen sowie sonstige Sicherheitsausrüstungen.